# Solearhynchus rhytidotes
Solearhynchus rhytidotes is een soort haakworm uit het geslacht Solearhynchus. De worm behoort tot de familie Echinorhynchidae. Solearhynchus rhytidotes werd in 1933 beschreven door Anton Meyer.